# Грін (Род-Айленд)
Грін (англ. Greene) — переписна місцевість (CDP) в США, в окрузі Кент штату Род-Айленд. Населення — 914 особи (2020).

## Географія
Грін розташований за координатами 41°42′17″ пн. ш. 71°43′41″ зх. д. / 41.70472° пн. ш. 71.72806° зх. д. (41.704727, -71.728067).  За даними Бюро перепису населення США в 2010 році переписна місцевість мала площу 15,78 км², з яких 15,73 км² — суходіл та 0,04 км² — водойми.

## Демографія
Згідно з переписом 2010 року, у переписній місцевості мешкало 888 осіб у 313 домогосподарствах у складі 249 родин. Густота населення становила 56 осіб/км².  Було 337 помешкань (21/км²).
Расовий склад населення:
| - 97,1 % — білих - 0,8 % — чорних або афроамериканців - 0,6 % — азіатів - 0,2 % — корінних американців |

До двох чи більше рас належало 0,7 %. Частка іспаномовних становила 1,0 % від усіх жителів.
За віковим діапазоном населення розподілялося таким чином: 23,8 % — особи молодші 18 років, 66,6 % — особи у віці 18—64 років, 9,6 % — особи у віці 65 років та старші. Медіана віку мешканця становила 41,9 року. На 100 осіб жіночої статі у переписній місцевості припадало 101,8 чоловіків;  на 100 жінок у віці від 18 років та старших — 102,1 чоловіків також старших 18 років.
Середній дохід на одне домашнє господарство  становив 109 392 долари США (медіана — 97 500), а середній дохід на одну сім'ю — 108 937 доларів (медіана — 96 473). За межею бідності перебувало 6,7 % осіб, у тому числі 11,1 % дітей у віці до 18 років та 4,4 % осіб у віці 65 років та старших.
Цивільне працевлаштоване населення становило 480 осіб. Основні галузі зайнятості: освіта, охорона здоров'я та соціальна допомога — 27,5 %, виробництво — 16,0 %, науковці, спеціалісти, менеджери — 10,4 %, роздрібна торгівля — 8,3 %.